# Sven Dahlkvist
Pour les articles homonymes, voir Dahlkvist.
Sven Dahlkvist, né le 30 mai 1955 à Mockfjärd (Suède), est un footballeur suédois, qui évoluait au poste de défenseur ou attaquant à l'AIK Solna et à l'Örebro SK ainsi qu'en équipe de Suède.
Dahlkvist a marqué quatre buts lors de ses trente-neuf sélections avec l'équipe de Suède entre 1979 et 1985. 

## Biographie
Sven Dahlkvist est le père de la joueuse internationale de football suédoise Lisa Dahlkvist.

## Carrière de joueur
- 1974-1987 : AIK Solna
- 1988-1992 : Örebro SK

### Palmarès

#### En équipe nationale
- 39 sélections et 4 buts avec l'équipe de Suède entre 1979 et 1985.

#### Avec l'AIK Solna
- Vainqueur du Championnat de Suède de football en 1983.
- Vice-champion du Championnat de Suède de football en 1974 et 1984.
- Vainqueur de la Coupe de Suède de football en 1976 et 1985.

#### Avec Örebro SK
- Vainqueur de la Coupe de Suède de football en 1988.
- Vice-champion du Championnat de Suède de football en 1991.

## Carrière d'entraineur
- 1993-1999 : Örebro SK
- 2001-2002 : Eskilstuna City

### Palmarès

#### Avec Örebro SK
- Vice-champion du Championnat de Suède de football en 1994.